# Écologistes en action
Écologistes en action (Ecologistas en Acción) est une confédération organisée en assemblée. Elle est le fruit de l'unification en 1998 de plus de 300 groupes écologistes répartis dans toute l'Espagne.
Écologistes en action se réclame de l'écologisme social, courant de pensée selon lequel les problèmes environnementaux ont pour origine un modèle de production et de consommation toujours plus globalisé et non durable, qui engendre des problèmes sociaux. Ce modèle doit être transformé pour éviter une crise écologique. Pour cela, l'ONG organise des campagnes de sensibilisation ainsi que des dénonciations publiques contre les actes nuisibles à l'environnement.
Écologistes en action édite la revue El Ecologista. Sur Internet, l'association développe le projet EcoSpip.

## Histoire
Écologistes en action fut créé en 1998 à partir de nombreux groupes écologistes locaux, régionaux et de gauche, dont une grande partie s'était déjà regroupée à travers les associations Aedenat et CODA. Le but était alors de créer une confédération écologiste organisée en réseau et possédant un nom commun afin de renforcer sa présence dans la société. Grâce à cette démarche, les actions des groupes locaux peuvent aujourd'hui avoir un impact comparable à celui de Greepeace, WWF, les Amis de la Terre ou Birdlife. Certains grands groupes, comme GOB aux Baléares et Acció Ecologista – Agró au pays valencien, n'ont pas désiré faire partie de ce regroupement. Il en a été de même pour la majorité des groupes catalans, déjà membres de l'association Écologistes de Catalogne (Ecologistes de Catalunya).

## Idéologie
L'ONG est composée de membres de diverses origines politiques et n'est affiliée à aucun parti. Son fonctionnement sur le mode démocratique interne direct pourrait permettre de la segmenter en plusieurs courants. Le seul point commun existant entre tous ses membres et activistes est la défense de l'environnement selon les principes de l'écologie sociale. Le but de l'organisme est de dénoncer les conduites nuisibles à l'environnement, que ce soit à travers des actions en justice ou des campagnes d'information. L'association propose également des alternatives viables dans tous les domaines sur lesquels elle travaille.

## Structure
La confédération se structure territorialement en différentes fédérations, organisées sur la base de la division de l'État espagnol en communautés autonomes, même si toutes les communautés ne sont pas représentées. L'implantation de l'ONG varie selon l'endroit. Dans certaines communautés, lorsque Écologistes en action y est représentée, une subdivision en provinces existe, toujours selon le modèle de la division administrative espagnole.
De la même façon, chaque fédération est composée de différents groupes locaux, composés eux-mêmes de leurs membres et/ou activistes. Ces derniers votent individuellement aux élections annuelles de l'Assemblée confédérale de l'ONG.
En février 2009, l'organisation était représentée par les communautés autonomes d'Andalousie (qui possède le plus de groupes locaux, avec plus de 100), Aragon, Asturies, Canaries, Cantabrie, Castille-et-León, Catalogne, Madrid, Pays basque, Extremadure, La Rioja, Navarre, Valence et Murcie, ainsi que des villes autonomes de Ceuta et Melilla. Les îles Baléares et la Galice ne sont elles pas représentées.
Écologistes en action est également structurée en différents domaines de travaux, basés sur les différentes nuisances environnementales dont l'ONG s'occupe. Les domaines sont répartis entre différentes commissions en fonction de la taille des groupes. Chaque commission correspond à un thème. Évidemment, les groupes les plus petits n'ont pas besoin de se structurer en commissions. Les domaines de travail sont également importants pour l'organisation des Assemblées confédérales. 

### Domaines de travail
Les domaines d'intervention, pas toujours visibles, sont les suivants :
- Agroécologie : lutte contre les OGM et promotion de l'agriculture biologique.
- Animaux : dénonciation des activités considérées comme cruelles pour les animaux, lutte pour l'abolition des corridas.
- Anti-globalisation : campagnes contre la mondialisation financière et contre toute forme de gouvernance internationale.
- Changement climatique : campagnes d'alerte contre le réchauffement de la planète.
- Consommation : dénonciation du gaspillage provoqué par l'économie productiviste. Dans ce domaine, le collectif ConsumeHastaMorir (Consomme jusqu'à ton dernier souffle) est principalement actif, souvent à travers des campagnes satiriques.
- Déchets : promotion de la réduction des déchets dans le système de production moderne et dénonciation des mauvaises pratiques dans la gestion des déchets, ce qui inclut le désintérêt pour le recyclage ou le contrôle des déchets à risques.
- Juridiction : aide aux différents groupes portant plainte contre les dommages commis sur l'environnement, proposant de nouvelles normes et formant les membres de l'ONG au droit de l'environnement.
- Eau : utilisation durable des ressources en eau, en particulier des eaux continentales, comme le soulignent les campagnes contre le projet espagnol PHN (Plan Hydraulique National).
- Éducation : dénonciation des valeurs anti-environnementales de nombreux textes scolaires, organisation de campagnes de sensibilisation sur le thème de l'environnement.
- Énergie : dénonciation du coût environnemental de différentes formes d'approvisionnement en énergie, ce qui inclut les problématiques de changement climatique et des déchets à risques comme le nucléaire.
- Milieu marin : promotion d'une exploitation durable du milieu marin et dénonciation des risques de pollution marine, comme dans le cas des pétroliers ou des agressions du littoral.
- Nature : promotion de la protection des espèces naturelles, y compris des méthodes d'élevage, et dénonciation du non-respect des espèces protégées.
- Patrimoine : dénonciation de la dégradation des monuments historiques.
- Pollution : dénonciation des différentes formes de pollution, que ce soit de l'air ou de la lumière, entre beaucoup d'autres exemples.
- Transports : dénonciation de l'aspect non-durable du système de transports actuel, basé sur le transport privé (voiture) et la construction d'infrastructures à haute vitesse ou d'aéroports ; promotion de l'usage de moyens plus durables, comme les transports publics utilisant de l'électricité renouvelable, le vélo et la marche.
- Urbanisme : dénonciation des abus urbanistiques et de l'aspect non-durable du modèle urbain moderne.

### Sources
- (es) Cet article est partiellement ou en totalité issu de l’article de Wikipédia en espagnol intitulé « Ecologistas en Acción » (voir la liste des auteurs).